# Governo Luzzatti
Il Governo Luzzatti è stato il quarantasettesimo esecutivo del Regno d'Italia, guidato da Luigi Luzzatti.  
Esso, nato in seguito alle dimissioni del governo precedente, è stato in carica dal 31 marzo 1910 al 30 marzo 1911 (sebbene già dimissionario dal precedente 20 marzo) per un totale di 364 giorni, ovvero 11 mesi e 29 giorni. 
Esso fu il primo governo che vide, con l’entrata nella coalizione del Partito Radicale Italiano (PR), un’estensione del binomio politico tra Sinistra storica e Destra storica ormai consolidatosi sin dal Governo di Rudinì II.

## Compagine di governo

### Appartenenza politica
| Partito | Partito                   | Presidente | Ministri | Sottosegretari | Totale |
| ------- | ------------------------- | ---------- | -------- | -------------- | ------ |
|         | Destra storica            | 1          | 6        | 5              | 12     |
|         | Partito Radicale Italiano | -          | 2        | 4              | 6      |
|         | Sinistra storica          | -          | 2        | 1              | 3      |

Con l’astensione del gruppo dei Costituzionali indipendenti.

### Situazione parlamentare
NOTA: Nonostante ormai le dinamiche parlamentari sulla fiducia (che venivano spesso attuate indirettamente e tramite vari ordini del giorno), avevano ormai portato ad una prassi di forte rilevanza stratificata e abbastanza consolidata dell’organo legislativo e della Monarchia parlamentare, con un’evidente evoluzione in senso democratico della responsabilità politica, essa fu ciononostante solo una convenzione costituzionale. Ufficialmente infatti, ai tempi del Regno d'Italia, poiché secondo lo Statuto Albertino il governo rispondeva concretamente al solo Re (il quale, dando egli stesso una prima fiducia al governo, aveva il potere di far resistere l’esecutivo ad un voto della Camera dei deputati, come alcune volte fece), il rapporto con il Parlamento in senso moderno non era pienamente obbligatorio (ed in tal senso vari sono stati i casi di formazione o sopravvivenza di un governo palesemente privo di tale supporto), pur diventato oramai fondamentale (e più affine alla forma moderna solo successivamente, specie con l’ascesa dei partiti di massa e con l’introduzione del sistema proporzionale). Per questo motivo, il grafico sottostante espone, secondo ricostruzioni e dichiarazioni, nonché secondo la composizione del governo ed anche secondo il voto effettivamente subìto, il supporto che questo ha ottenuto a fini puramente enciclopedici e storici, tenendo conto della facile mutevolezza delle forze politiche e del contesto storico-politico.
| Camera              | Collocazione | Partiti                       | Seggi     |
| ------------------- | ------------ | ----------------------------- | --------- |
| Camera dei deputati | Maggioranza  | DEM (336), PLC (36), PR (45)  | 417 / 508 |
| Camera dei deputati | Astensione   | CI (10)                       | 10 / 508  |
| Camera dei deputati | Opposizione  | PSI (41), PRI (24), UECI (16) | 81 / 508  |

## Composizione
| Carica                                | Titolare                              | Titolare                              | Titolare                                                             | Sottosegretario                                                                       |
| Presidenza del Consiglio dei ministri | Presidenza del Consiglio dei ministri | Presidenza del Consiglio dei ministri | Presidenza del Consiglio dei ministri                                | Sottosegretario di Stato alla Presidenza del Consiglio                                |
| ------------------------------------- | ------------------------------------- | ------------------------------------- | -------------------------------------------------------------------- | ------------------------------------------------------------------------------------- |
| Presidente del Consiglio dei ministri |                                       |                                       | Luigi Luzzatti (Destra storica)                                      | Carica non assegnata                                                                  |
| Ministero                             | Ministri                              | Ministri                              | Ministri                                                             | Sottosegretario                                                                       |
| Affari Esteri                         |                                       |                                       | Antonino Paternò Castello, marchese di San Giuliano (Destra storica) | Pietro Lanza di Scalea                                                                |
| Agricoltura, Industria e Commercio    |                                       |                                       | Giovanni Raineri (Destra storica)                                    | Luigi De Seta                                                                         |
| Lavori Pubblici                       |                                       |                                       | Ettore Sacchi (PR)                                                   | Vito Luciani                                                                          |
| Interno                               |                                       |                                       | Luigi Luzzatti (Destra storica)                                      | Teobaldo Calissano                                                                    |
| Pubblica Istruzione                   |                                       |                                       | Luigi Credaro (PR)                                                   | Antonio Teso                                                                          |
| Guerra                                |                                       |                                       | Paolo Spingardi (Indipendente)                                       | - Giuseppe Prudente (fino al 13 giugno 1910) - Ernesto Mirabelli (dal 13 giugno 1910) |
| Marina                                |                                       |                                       | Pasquale Leonardi Cattolica (Indipendente)                           | Eugenio Bergamasco                                                                    |
| Finanze                               |                                       |                                       | Luigi Facta (Destra storica)                                         | Natale Gallino                                                                        |
| Grazia e Giustizia e Culti            |                                       |                                       | Cesare Fani (Sinistra storica)                                       | Alessandro Guarracino                                                                 |
| Poste e Telegrafi                     |                                       |                                       | Augusto Ciuffelli (Sinistra storica)                                 | Antonio Vicini                                                                        |
| Tesoro                                |                                       |                                       | Francesco Tedesco (Destra storica)                                   | Angelo Pavia                                                                          |

## Cronologia

### 1910
- 31 marzo - Il governo giura dinnanzi al Re.

### 1911
- 11 marzo - Giovanni Giolitti, con l'intenzione di tornare al governo per prenderne il merito, fa rinviare la votazione sulla nuova legge elettorale. Il dibattito alla Camera dei Deputati diviene dunque molto acceso e portò al voto di un ordine del giorno a firma di Domenico Pozzi e favorevole al posticipo.
- 18 marzo - Venendo approvato con 265 favorevoli (69 contrari, un astenuto, 173 non votanti), i ministri radicali si dimisero, portando a catena alle dimissioni del governo. Il Re dunque, accettate le dimissioni e visto l’orientamento della Camera, affidò l’incarico a Giovanni Giolitti.
- 30 marzo - Con il giuramento del nuovo esecutivo termina ufficialmente l’esperienza di governo.